# Kanari Hamaguchi
Kanari Hamaguchi (Isahaya, 29 agosto 1985) è un'ex pallavolista giapponese.
Giocava nel ruolo di libero.

## Carriera
Kanari Hamaguchi inizia a giocare a pallavolo nei tornei scolastici. Fa il suo esordio da professionista della V.League giapponese con le Toray Arrows nella stagione 2003-04, raggiungendo subito la finale scudetto persa contro le Pioneer Red Wings e vincendo il Torneo Kurowashiki Coppa dell'Imperatrice, dove viene premiata come miglior esordiente.
Nella stagione 2007-08 si aggiudica la Coppa dell'Imperatrice e lo scudetto, venendo premiata come miglior ricevitrice del campionato; nella stagione successiva invece si aggiudica il secondo scudetto consecutivo e trionfa al Torneo Kurowashiki, venendo premiata come miglior libero; le sue prestazioni le valgono le prime convocazioni nella nazionale giapponese: fa il suo esordio nell'estate del 2009, vincendo la medaglia di bronzo al campionato asiatico e oceaniano.
Nell'annata 2009-10 vince il terzo scudetto consecutive, ricevendo il premio di miglior libero, e trionfa inoltre al Torneo Kurowashiki ed al V.League Top Match; con la nazionale vince la medaglia di bronzo al campionato mondiale 2010. Vince poi il quarto scudetto della propria carriera e la Coppa dell'Imperatrice durante il campionato 2011-12. Dopo aver indossato la maglia della nazionale per l'ultima volta nel 2012, chiude la propria carriera anche col club, ritirandosi al termine della stagione 2012-13.

## Palmarès

### Club
- Campionato giapponese: 4

2007-08, 2008-09, 2009-10, 2011-12
- Coppa dell'Imperatrice: 2

2007, 2011
- Torneo Kurowashiki: 3

2004, 2009, 2010
- / V.League Top Match: 1

2010

### Nazionale (competizioni minori)
- Piemonte Woman Cup 2010
- Montreux Volley Masters 2011

### Premi individuali
- 2004 - Torneo Kurowashiki Coppa dell'Imperatrice: Miglior esordiente
- 2008 - V.Premier League giapponese: Miglior ricevitrice
- 2008 - Campionato asiatico per club: Miglior libero
- 2009 - Torneo Kurowashiki: Miglior libero
- 2010 - V.Premier League giapponese: Miglior libero
- 2012 - Torneo Kurowashiki: Miglior libero